# Lercol
Lercol (francès Lercoul) és un municipi francès del departament de l'Arieja i la regió d'Occitània.